# Reazione di Lederer-Manasse
La reazione di Lederer-Manasse è una reazione organica di idrossialchilazione aromatica. Essa consente l'introduzione di un gruppo -CH2OH su un anello aromatico fenolico. Fu pubblicata indipendentemente nello stesso periodo (1894) da O. Manasse e L. Lederer studiando la reazione ad induzione basica della formaldeide con fenolo  . 
Dopo riscaldamento per un breve periodo, in presenza di un eccesso di fenolo, i prodotti di reazione subiscono un'ulteriore reazione con fenoli non reagiti producendo un polimero lineare eliminando acqua.

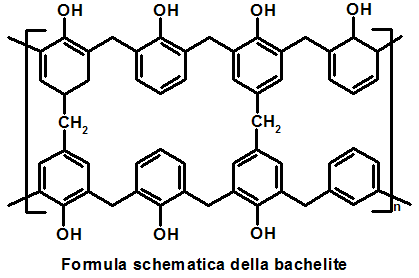

Queste reazioni sono alla base della preparazione di resine fenoliche, esse furono sviluppate da Leo Baekeland, da lui chiamate e commercializzate con il nome di bachelite. Esse sono solidi termoplastici solubili in molti solventi organici. Costituirono la prima produzione in larga scala di plastiche sintetiche e con esse l'era della moderna plastica sintetica ebbe inizio.  
La reazione viene utilizzata, in particolari condizioni anche per la formazione di calixareni

## Meccanismo
La reazione di Lederer-Manasse ha luogo a temperatura ambiente ed è catalizzata sia da  acidi diluiti che da basi diluite(vedi meccanismi in seguito). Essa è lenta e procede anche a bassa temperatura. La condensazione ha luogo prevalentemente in posizione para, con scarsa formazione di prodotto orto sostituto. Quando la posizione para è occupata la reazione procede interamente verso la sostituzione in posizione orto. La natura dei prodotti dipende dalla quantità di reagenti coinvolti. Un'abbondanza di formaldeide i prodotti sono 2,4- e 2,6-diidrossometilfenolo, mentre una grande quantità di fenolo porta alla produzione di p-p'diidrossifenilmetano fino alla formazione di polimeri lineari.